# Чип (язык)
Чип (также мишип, шип; англ. miship, chip, cip, ship) — один из языков западночадской ветви чадской семьи.
Распространён в восточных районах Нигерии. Численность говорящих — около 17 000 человек (2010). Язык бесписьменный.

## Классификация
Согласно классификации чадских языков, опубликованной в лингвистическом энциклопедическом словаре в статьях В. Я. Порхомовского. «Чадские языки» и О. В. Столбовой «Ангасские языки», чип вместе с языками ангас, монтол, сура, джорто, герка, анкве, джипал, кофьяр и канам входит в ангасскую группу западночадской ветви. В рамках ангасской группы язык чип отнесён к собственно ангасской подгруппе, которая противопоставлена подгруппе, представленной одним языком герка.
По классификации чадских языков, предлагаемой в работе С. А. Бурлак и С. А. Старостина «Сравнительно-историческое языкознание», язык чип входит в подгруппу сура-герка группы герка-кофьяр западночадской подветви (в других классификациях группа герка-кофьяр чаще всего называется группой ангас, или ангасской группой). Вместе с языком чип в подгруппу сура-герка включены языки сура (мвагхавул), ангас, мупун, чакфем и джипал.
Справочник языков мира Ethnologue предлагает классификацию, основанную на работах Пола Ньюмана, в которой язык мишип (чип) вместе с наиболее близкими ему языками чакфем-мушере (чакфем), кофьяр, джорто, мвагхавул (сура) и нгас (ангас) входит в языковое объединение 1 подгруппы собственно ангасских языков группы A.3 (ангасской) подветви A западночадской ветви.
Британский лингвист Роджер Бленч включает язык мишип (чип) вместе с языками мвагхавул (сура), чакфем-мушере (чакфем), джорто и кофьяр как отдельную единицу классификации в объединение «a» подгруппы нгас группы боле-нгас подветви A западночадской ветви.
В классификации чешского лингвиста Вацлава Блажека язык чип включён в собственно ангасскую подгруппу, в которой представлены два языковых объединения: в первое входят языки ангас, сура, кофьяр и чип, во второе — языки анкве, монтол и пьяпун. Ангасская подгруппа в данной классификации является частью ангасской группы, в рамках которой она противопоставлена языку герка.

## Лингвогеография

### Ареал и численность
Область распространения языка чип расположена в восточной Нигерии на территории штата Плато — в районах Панкшин, Мангу и Шендам.
С севера, востока и юга ареал языка чип граничит с ареалами ангасских западночадских языков: с северо-запада и севера — с ареалом языка мвагхавул (сура), с северо-востока — с ареалом языка нгас (ангас), с востока и юго-востока — с ареалом языка тал, с юга — с ареалами языков (или диалектов) кофьяр. На западе к области распространения языка чип примыкает ареал языка рон.
Численность носителей языка чип по данным 1934 года составляла 10 127 человек. Согласно данным 1976 года, указанным в справочнике Ethnologue, число говорящих на чип составляло порядка 6 000 человек. В переписи 1991/1992 годов указаны сведения о численности этнической общности чип в 17 000 человек. По современным оценкам исследователей чадских языков университета Майдугури на языке чип говорит около 17 000 человек (2010). Сайт Joshua Project приводит данные о говорящих на языке чип в 11 000 человек (2016).

### Социолингвистические сведения
В справочнике Ethnologue положение языка чип оценивается как устойчивое. Язык используется в устном бытовом общении всеми поколениями представителей этнической общности чип — передача языка детям сохраняется. В то же время чип не имеет литературной формы и письменности. По вероисповеданию представители чип являются приверженцами традиционных верований, есть также мусульмане и христиане.

### Диалекты
В издании «The Miship: People, language, and dialects» отмечается, что область распространения языка чип распадается на два основных диалектных региона — лонгмаар и джибаам. В справочнике языков мира Ethnologue и в работах Роджера Бленча к диалектам чип также причисляется идиом дока.

## История изучения
Изучение языка чип началось сравнительно недавно. К 1990 годам имелись лишь небольшие списки слов на этом языке. В 2000 годах был издан сравнительный словарь сура-ангасских языков с лексическим материалом языка чип. В 2010 году появляется первая грамматика и краткое описание диалектов чип.